# Hymenancora orientalis
Hymenancora orientalis är en svampdjursart som först beskrevs av Koltun 1959.  Hymenancora orientalis ingår i släktet Hymenancora och familjen Myxillidae. Utöver nominatformen finns också underarten H. o. strongyla.